# Ancienne église Saint-Martin de Joch
Pour les articles homonymes, voir église Saint-Martin.
Ne doit pas être confondu avec église Saint-Martin de Joch.
L'ancienne église Saint-Martin de Joch est une église romane en ruines située dans le cimetière de Joch, dans le département français des Pyrénées-Orientales. Il n'en reste plus qu'un mur, la plupart de ses pierres ayant probablement été réemployées pour la construction de la nouvelle église Saint-Martin de Joch, entre 1756 et 1778.